# Osa pospolita
Osa pospolita (Vespula vulgaris) – gatunek błonkówki z rodziny osowatych. Rodzimy zasięg występowania ma holarktyczny. W większości zasięgu występuje pospolicie. Gatunek introdukowany w Islandii, Nowej Zelandii i Australii – w Islandii i części Australii uznawany za inwazyjny. W Europie Środkowej występuje powszechnie od kwietnia do października. W Polsce jest gatunkiem pospolitym, również w miastach.
Długość ciała osy pospolitej wynosi od 10 do 14 milimetrów u robotnic, od 16 do 18 milimetrów u królowych i od 13 do 15 milimetrów u samców. Owad ten ma charakterystyczne czarno-żółte ubarwienie. Odwłok u nasady jest silnie przewężony, stąd określenie „talia osy”.
Gniazda buduje w ziemi, zwykle wykorzystując nory drobnych ssaków. Królowa składa w nim jaja, a wylęgające się robotnice rozbudowują gniazdo i karmią larwy pokarmem pochodzenia zwierzęcego, na przykład uśmierconymi i przeżutymi owadami, gąsienicami i tym podobnymi. Dorosłe osy żywią się pokarmem węglowodanowym: nektarem kwiatów, słodkimi sokami i soczystymi owocami.
Użądlenie osy pospolitej jest bolesne, ale dla większości ludzi nie stanowi zagrożenia dla zdrowia, poza przypadkami osób uczulonych. W przypadku użądlenia osoby uczulonej należy skierować się jak najszybciej do lekarza. U uczulonego może wystąpić wstrząs anafilaktyczny.

## Galeria

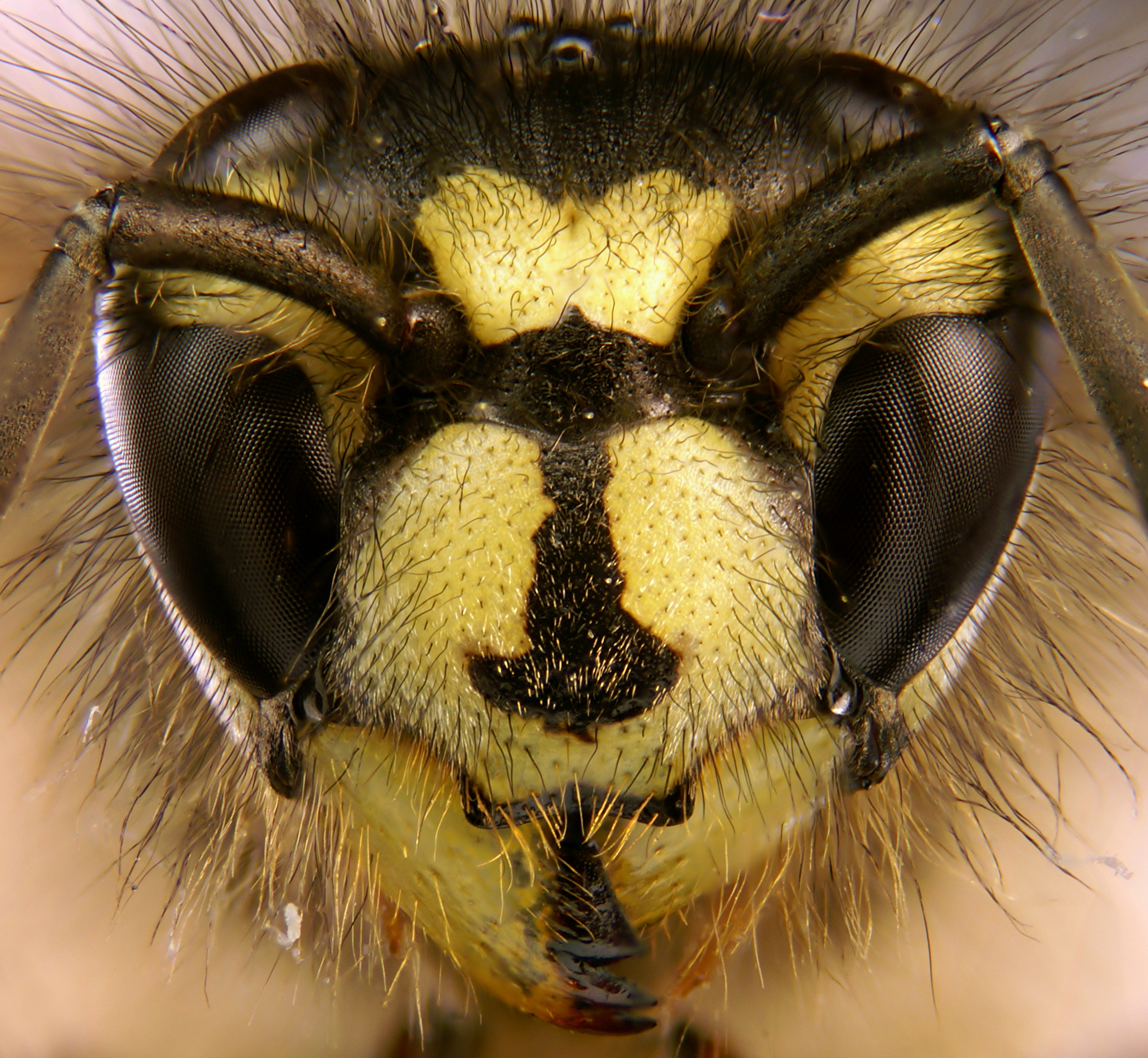
Głowa osy pospolitej
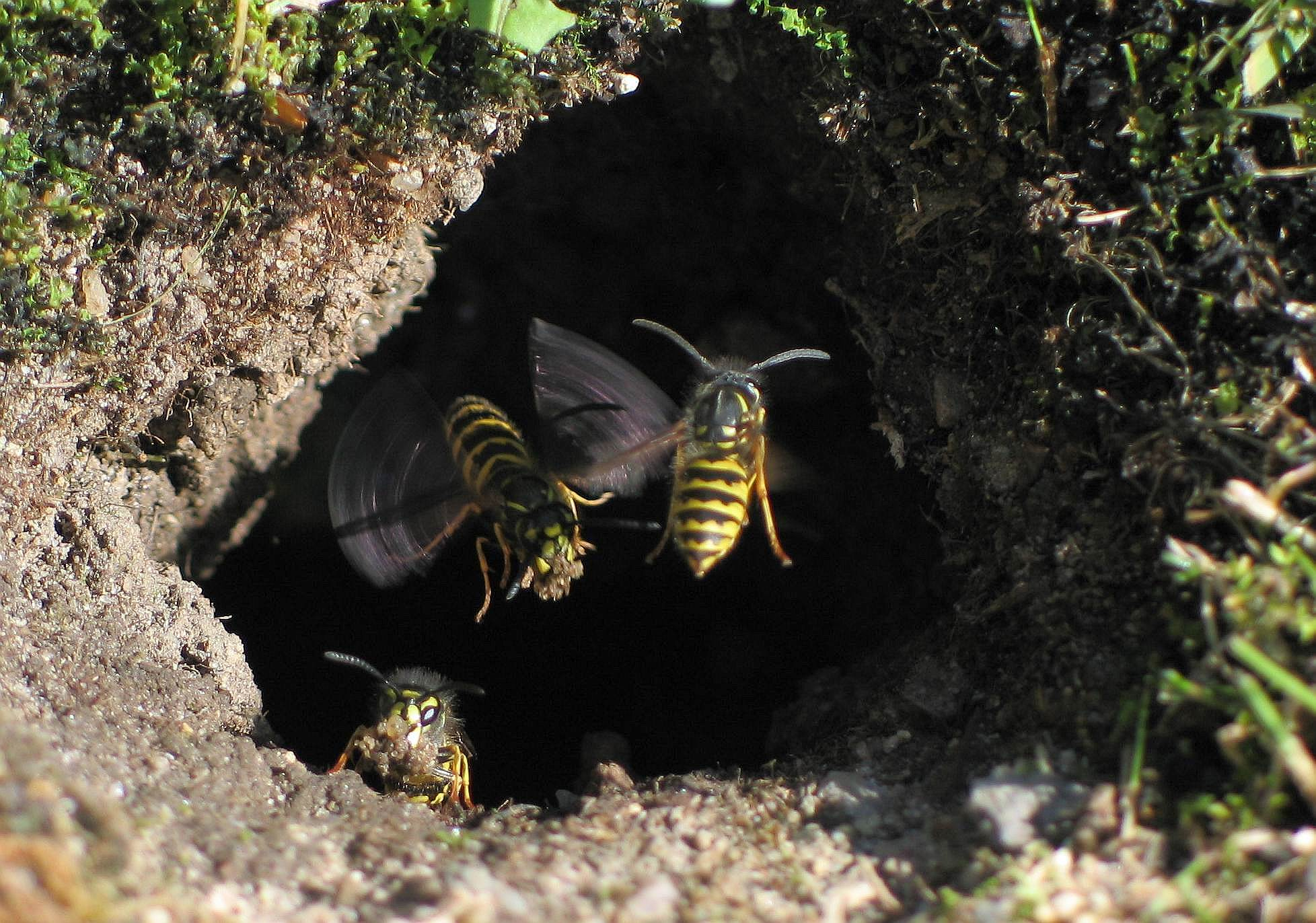
Wejście do gniazda
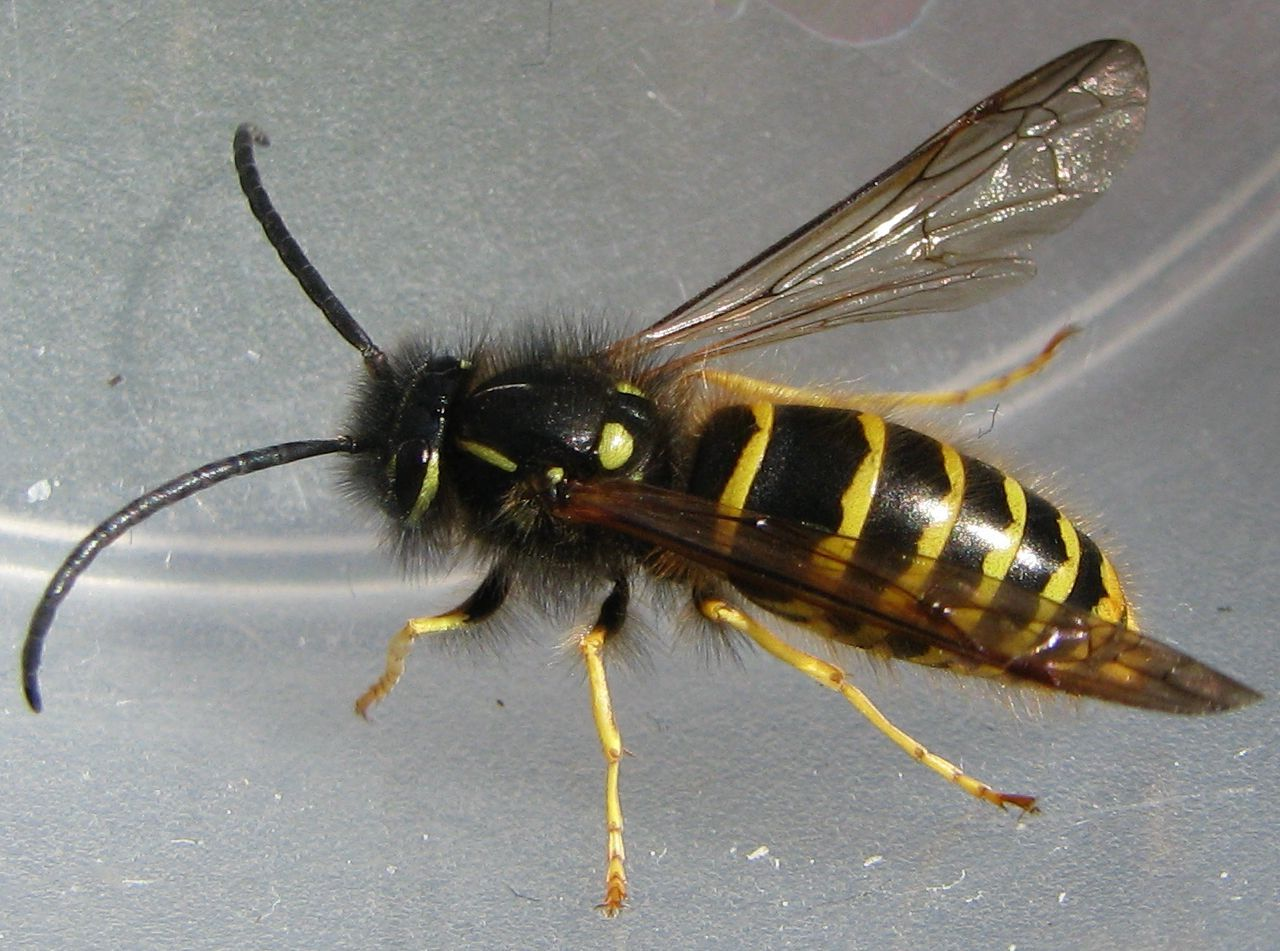
Samiec (♂) osy pospolitej